# Comtat d'Apache
El Comtat d'Apache (en anglès: Apache County) és un comtat localitzat al nord-est de l'estat estatunidenc d'Arizona. Pren el seu nom d'una tribu ameríndia que resideix en la zona nord-oriental d'Arizona, els apatxe. Segons dades del cens del 2010, el comtat té 71.518 habitants, el qual representa un augment del 3,0% respecte dels 69.423 habitants registrats en el cens del 2000. La seu de comtat és St. Johns i la municipalitat més poblada és Eagar. El comtat va ser incorporat el 24 de febrer del 1879.

## Geografia
Segons l'Oficina del Cens dels Estats Units, el comtat té una àrea total de 29.055,6 quilòmetres quadrats, dels quals 29.020,5 quilòmetres quadrats són terra i 35,1 quilòmetres quadrats (0,12%) són aigua. L'àrea total del comtat és similar al de l'àrea d'un estat estatunidenc com ara Hawaii o d'una comunitat autònoma espanyola com ara Galícia.
El comtat és el sisè comtat més gran per superfície dels Estats Units (excluint boroughs i àrees censals d'Alaska; 13è si s'inclouen). És sisè darrere del —de més a menys gran— Comtat de San Bernardino (Califòrnia), el Comtat de Coconino (Arizona), el Comtat de Nye (Nevada), el Comtat d'Elko (Nevada) i el Comtat de Mohave (Arizona).

### Reserves índies
El Comtat d'Apache és el comtat nord-americà amb més terra designada com a reserva índia. El comtat té 19.857,34 quilòmetres quadrats com a territori reservat, és a dir, un 68,34% de l'àrea total del comtat. Les reserves són —en ordre descendent d'àrea localitzada en el comtat— la reserva índia Navajo, la reserva índia Fort Apache i la reserva Zuni, de les quals totes no es localitzen enterament en el comtat, sinó parcialment.

### Àrees nacionals protegides
- Bosc Nacional Apache-Sitgreaves (porció)
- Monument Nacional del Canyó de Chelly
- Lloc Històric Nacional de la Factoria de Hubbell  (anglès) (castellà)
- Parc Nacional del Bosc Petrificat (porció)

### Comtats adjacents
|  |  |  |
|  |  |  |
|  |  |  |

## Transport

### Autovies principals

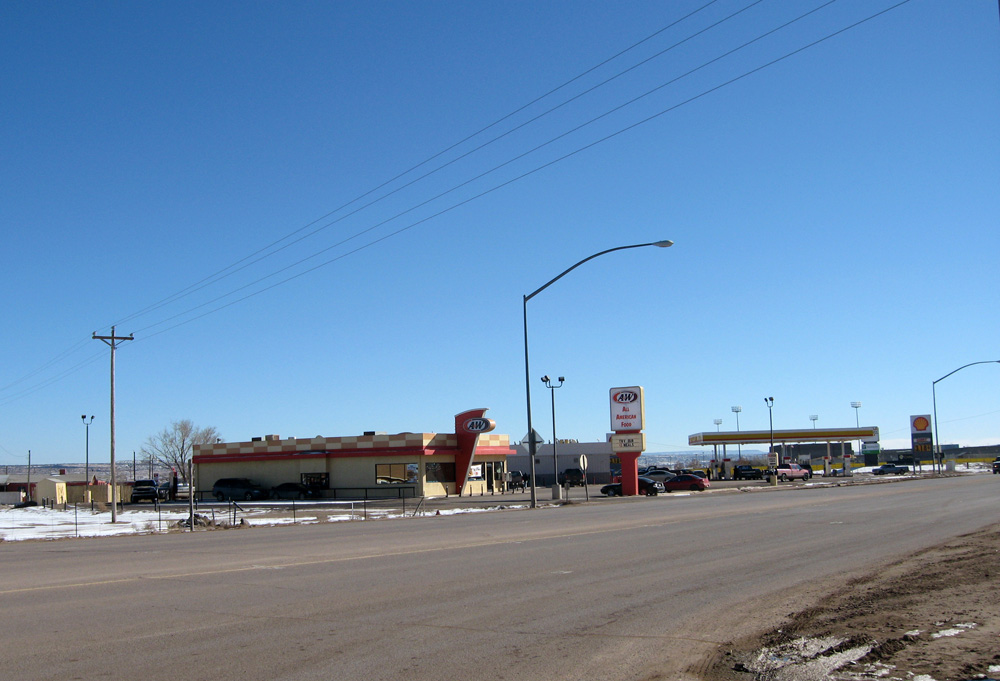
L'autovia U.S. Route 191 a la vora de la cadena de restaurants A&W a Chinle

- Interestatal 40
- U.S. Route 60
- U.S. Route 64
- U.S. Route 180
- U.S. Route 191
- Ruta Estatal 64
- Ruta Estatal 260
- Ruta Estatal 264

### Aeroports
El Comtat d'Apache té un total de quatre aeroports públics (en parèntesis el codi FAA):
- Aeroport Municipal de Chinle — Chinle (E91)
- Aeroport Municipal de Springerville — Springerville (D68)
- Aeroport Industrial de St. Johns — St. Johns (SJN)
- Aeroport de Window Rock — Window Rock (RQE)

## Política
El Comtat d'Apache des dels inicis de la dècada del 1980 és tradicionalment un comtat Demòcrata en les eleccions presidencials i congressionals. L'últim Republicà capaç de guanyar el vot popular del comtat va ser Ronald Reagan el 1980. En les eleccions d'Arizona per a governador cap Republicà ha estat votat des d'almenys el 1970.
Es localitza al 1r districte congressual d'Arizona, un districte que no és històricament ni Demòcrata ni Republicà —varia entre els dos— que avui en dia és representat pel Republicà Paul Gosar de Flagstaff. En la Cambra de Representants estatal és representat per dos Demòcrates; en el Senat estatal és representat per un Demòcrata.
| Districte               | Representant      | Partit    | Residència   |
| ----------------------- | ----------------- | --------- | ------------ |
| Cambra de Representants |                   |           |              |
| 2n                      | Tom Chabin        | Demòcrata | Flagstaff    |
| 2n                      | Albert Hale       | Demòcrata | St. Michaels |
| Senat                   |                   |           |              |
| 2n                      | Jack Jackson, Jr. | Demòcrata | Window Rock  |

## Demografia

### 2000

Piràmide de població del Comtat d'Apache (2000)

Segons el cens del 2000, hi havia 69.423 habitants, 19.971 llars i 15.257 famílies residint en el comtat. La densitat de població era d'unes 2 persones per quilòmetre quadrat. Hi havia 31.621 cases en una densitat d'una per quilòmetre quadrat. La composició racial del comtat era d'un 76,88% amerindis, un 19,50% blancs, un 0,25% negres o afroamericans, un 0,13% asiàtics, un 0,06% illencs pacífics, un 1,75% d'altres races i un 1,43% de dos o més races. El 4,49% de la població eren hispànics o llatinoamericans de qualsevol raça.
Hi havia 19.971 llars de les quals un 43,80% tenien menors d'edat vivint-hi, un 49,30% tenien parelles casades vivint juntes, un 21,40% tenien una dona com a cap de la llar sense cap marit present i un 23,60% no ere famílies. En un 21,20% de les llars hi vivia tan sols una persona i un 6,90% tenien algú major de 64 anys vivint sol. La mida mitjana de llar era de 3,41 persones i la mida mitjana de família era de 4,04 persones.
Pel comtat la població s'estenia en un 38,50% menors de 18 anys, un 9,40% de 18 a 24 anys, un 25,10% de 25 a 44 anys, un 18,70% de 45 a 64 anys i un 8,30% majors de 64 anys. L'edat mediana era de 27 anys. Per cada 100 dones hi havia 98,20 homes. Per cada 100 dones majors de 17 anys, hi havia 94,50 homes.
L'ingrés econòmic anual de mediana per a cada llar en el comtat era de 23.344 $, i l'ingrés econòmic anual de mediana per a cada família era de 26.315 $. Els homes tenien un ingrés econòmic anual de mediana de 30.182 $ mentre que les dones en tenien de 22.312 $. La renda per capita del comtat era de 8.986 $. Un 33,50% de les famílies i un 37,80% de la població vivia per sota del llindar de pobresa, incloent-n'hi dels quals un 42,80% menors de 18 anys i un 36,50% majors de 64 anys.

### 2010
El cens dels Estats Units del 2010 va informar que el Comtat d'Apache tenia 71.518 habitants. La composició racial del Comtat d'Apache era de 16.634 (23,3%) blancs, 175 (0,2%) negres o afroamericans, 52.154 (72,9%) amerindis, 203 (0,3%) asiàtics, 26 (0,0%) illencs pacífics, 904 (1,3%) d'altres races i 1.422 (2,0%) de dos o més races. Hispànics o llatinoamericans de qualsevol raça formaven el 5,8% (4.113 habitants) de la població.
| Població segons el cens dels Estats Units del 2010 | Població segons el cens dels Estats Units del 2010 | Població segons el cens dels Estats Units del 2010 | Població segons el cens dels Estats Units del 2010 | Població segons el cens dels Estats Units del 2010 | Població segons el cens dels Estats Units del 2010 | Població segons el cens dels Estats Units del 2010 | Població segons el cens dels Estats Units del 2010 | Població segons el cens dels Estats Units del 2010 | Població segons el cens dels Estats Units del 2010 |
| -------------------------------------------------- | -------------------------------------------------- | -------------------------------------------------- | -------------------------------------------------- | -------------------------------------------------- | -------------------------------------------------- | -------------------------------------------------- | -------------------------------------------------- | -------------------------------------------------- | -------------------------------------------------- |
| El comtat                                          | Població total                                     | Blancs                                             | Afroamericans                                      | Amerindis                                          | Asiàtics                                           | Illencs pacífics                                   | Altres races                                       | Dos o més races                                    | Hispànics o llatinoamericans (de qualsevol raça)   |
| Comtat d'Apache                                    | 71.518                                             | 16.634                                             | 175                                                | 52.154                                             | 203                                                | 26                                                 | 904                                                | 1.422                                              | 4.113                                              |
| Entitats de població                               | Població total                                     | Blancs                                             | Afroamericans                                      | Amerindis                                          | Asiàtics                                           | Illencs pacífics                                   | Altres races                                       | Dos o més races                                    | Hispànics o llatinoamericans (de qualsevol raça)   |
| Burnside                                           | 537                                                | 30                                                 | 0                                                  | 500                                                | 0                                                  | 0                                                  | 1                                                  | 6                                                  | 10                                                 |
| Chinle                                             | 4.518                                              | 284                                                | 12                                                 | 4.129                                              | 12                                                 | 0                                                  | 3                                                  | 78                                                 | 116                                                |
| Dennehotso                                         | 746                                                | 2                                                  | 0                                                  | 735                                                | 0                                                  | 0                                                  | 0                                                  | 9                                                  | 20                                                 |
| Eagar                                              | 4.885                                              | 4.289                                              | 30                                                 | 167                                                | 10                                                 | 1                                                  | 243                                                | 145                                                | 916                                                |
| Fort Defiance                                      | 3.624                                              | 81                                                 | 2                                                  | 3.389                                              | 45                                                 | 4                                                  | 7                                                  | 96                                                 | 79                                                 |
| Ganado                                             | 1.210                                              | 71                                                 | 3                                                  | 1.089                                              | 11                                                 | 0                                                  | 1                                                  | 26                                                 | 34                                                 |
| Houck                                              | 1.024                                              | 13                                                 | 0                                                  | 986                                                | 1                                                  | 0                                                  | 3                                                  | 21                                                 | 20                                                 |
| Lukachukai                                         | 1.701                                              | 7                                                  | 0                                                  | 1.680                                              | 0                                                  | 0                                                  | 0                                                  | 14                                                 | 32                                                 |
| Many Farms                                         | 1.348                                              | 53                                                 | 3                                                  | 1.265                                              | 1                                                  | 1                                                  | 4                                                  | 21                                                 | 20                                                 |
| McNary                                             | 526                                                | 28                                                 | 2                                                  | 472                                                | 0                                                  | 0                                                  | 11                                                 | 17                                                 | 78                                                 |
| Nazlini                                            | 489                                                | 0                                                  | 0                                                  | 471                                                | 0                                                  | 0                                                  | 0                                                  | 18                                                 | 4                                                  |
| Red Mesa                                           | 480                                                | 44                                                 | 2                                                  | 408                                                | 7                                                  | 0                                                  | 11                                                 | 8                                                  | 24                                                 |
| Rock Point                                         | 642                                                | 5                                                  | 0                                                  | 624                                                | 5                                                  | 0                                                  | 2                                                  | 6                                                  | 11                                                 |
| Rough Rock                                         | 414                                                | 9                                                  | 1                                                  | 396                                                | 1                                                  | 0                                                  | 2                                                  | 5                                                  | 6                                                  |
| Round Rock                                         | 789                                                | 1                                                  | 0                                                  | 775                                                | 0                                                  | 0                                                  | 0                                                  | 13                                                 | 11                                                 |
| Saint Johns                                        | 3.480                                              | 2.875                                              | 5                                                  | 186                                                | 9                                                  | 1                                                  | 255                                                | 149                                                | 879                                                |
| Saint Michaels                                     | 1.443                                              | 113                                                | 3                                                  | 1.272                                              | 3                                                  | 1                                                  | 4                                                  | 47                                                 | 51                                                 |
| Sawmill                                            | 748                                                | 5                                                  | 1                                                  | 733                                                | 0                                                  | 0                                                  | 0                                                  | 9                                                  | 7                                                  |
| Steamboat                                          | 284                                                | 2                                                  | 0                                                  | 271                                                | 0                                                  | 0                                                  | 0                                                  | 11                                                 | 14                                                 |
| Teec Nos Pos                                       | 730                                                | 6                                                  | 0                                                  | 710                                                | 0                                                  | 0                                                  | 0                                                  | 14                                                 | 10                                                 |
| Tsaile                                             | 1.205                                              | 42                                                 | 3                                                  | 1.129                                              | 0                                                  | 0                                                  | 31                                                 | 20                                                 | 18                                                 |
| Window Rock                                        | 2.712                                              | 67                                                 | 1                                                  | 2.560                                              | 20                                                 | 6                                                  | 9                                                  | 49                                                 | 48                                                 |
| Àrees no incorporades                              | Població total                                     | Blancs                                             | Afroamericans                                      | Amerindis                                          | Asiàtics                                           | Illencs pacífics                                   | Altres races                                       | Dos o més races                                    | Hispànics o llatinoamericans (de qualsevol raça)   |
| Àrees no incorporades i la resta del comtat        | 37.983                                             | 8.607                                              | 107                                                | 28.207                                             | 78                                                 | 12                                                 | 317                                                | 640                                                | 1.705                                              |

### Llengües parlades
Segons dades del 2005 de la Modern Language Association, un total de sis llengües tenien 20 o més parlants en el comtat. El Comtat d'Apache és un dels 38 comtats dels Estats Units en què la llengua més parlada no era l'anglès i un de 3 en què la llengua més parlada no era ni l'anglès ni el castellà. Les llengües maternes eren les següents.

## Educació

### Escoles primàries i secundàries
El comtat és servit pels següents districtes escolars. Altres escoles que no s'inclouen són operats per l'Oficina d'Afers Indis.
| - Alpine Elementary School District - Chinle Unified School District - Concho Elementary School District - Ganado Unified School District - McNary Elementary School District - Red Mesa Unified School District | - Round Valley Unified School District - Sanders Unified School District - St Johns Unified School District - Vernon Elementary School District - Window Rock Unified School District |

### Biblioteques públiques
L'Apache County Library District (Districte de Biblioteques del Comtat d'Apache), amb seu a St. Johns, està en càrrec del funcionament i l'operament de les biblioteques del comtat.
| Biblioteca                  | Localitat   | Ref.   |
| --------------------------- | ----------- | ------ |
| Alpine Public Library       | Alpine      | [ 16 ] |
| Concho Public Library       | Concho      | [ 15 ] |
| Greer Memorial Library      | Greer       | [ 17 ] |
| Round Valley Public Library | Eagar       | [ 15 ] |
| Sanders Public Library      | Sanders     | [ 15 ] |
| St. Johns Public Library    | Saint Johns | [ 15 ] |
| Vernon Public Library       | Vernon      | [ 15 ] |